# Sadlno (gmina w województwie szczecińskim)
Sadlno (1945–46 Ziętkowice) – dawna gmina wiejska istniejąca w latach 1945–1954 w woj. szczecińskim (dzisiejsze woj. zachodniopomorskie). Siedzibą władz gminy było Sadlno.
Gmina Ziętkowice powstała po II wojnie światowej (w czerwcu 1945) na terenie tzw. Ziem Odzyskanych (tzw. III okręg administracyjny – Pomorze Zachodnie). 28 czerwca 1946 gmina Sadlno – jako jednostka administracyjna powiatu gryfickiego – weszła w skład nowo utworzonego woj. szczecińskiego.
Według stanu z 1 lipca 1952 roku gmina była podzielona na 10 gromad: Chomętowo, Czaplin Mały, Czaplin Wielki, Drozdowo, Konarzewo, Rogozina, Sadlno, Skalno, Włodarka i Zapolice. Gmina została zniesiona 29 września 1954 roku wraz z reformą wprowadzającą gromady w miejsce gmin a z jej obszaru utworzono dwie gromady: Chomętowo i Rogozina. Jednostki o nazwie Sadlno nie przywrócono 1 stycznia 1973 roku wraz z kolejną reformą reaktywującą gminy, a obszar dawnej jednostki wszedł w skład gmin Karnice i Trzebiatów.